# Burthecourt-aux-Chênes
Burthecourt-aux-Chênes é uma comuna francesa na região administrativa de Grande Leste, no departamento de Meurthe-et-Moselle. Estende-se por uma área de 5,59 km². Em 2010 a comuna tinha 126 habitantes (densidade: 22,5 hab./km²).